# Эльяшов, Моисей Захарович
Моисей Захарович Эльяшов (Эльяшев, 6 апреля 1869, Ковно — 1919) — российский шахматист.

## Биография
Моисей Захарович Эльяшов родился 6 апреля (по старому стилю) 1869 года в Ковно в семье купца второй гильдии Залкинда-Калмана Юделевича (Иделевича) Эльяшева (1834—1907) и Хаи-Соры Ароновны Аронзон (1839—?).
В 1894 г. переехал в Двинск, где вступил в шахматный клуб. Наряду с местным игроком Абельманом считался одним из сильнейших шахматистов города. В те же годы участвовал в матче по телеграфу с Рижским шахматным клубом.
Позже переехал в Швейцарию. Учился в Бернском университете. Выступал в чемпионатах Швейцарии.
Вернувшись в Ковно в 1909 г., стал выступать в российских соревнованиях. В том же году принял участие во Всероссийском турнире любителей, на котором разделил 4-6-е места (+7-4=5) с Д. Данюшевским и Б. Малютиным.
В 1914 г. присутствовал на 19-м конгрессе Германского шахматного союза в Мангейме. После начала Первой Мировой войны турнир был прерван. Российские шахматисты были интернированы. Эльяшов попал в анекдотическую ситуацию. Он был арестован недалеко от моста через Рейн и обвинен в шпионаже (при нём нашли шахматные записи, которые приняли за шифровки). Эльяшов провел в заключении два дня, после чего его освободили благодаря усилиям президента Петербургского шахматного клуба П. П. Сабурова. Эльяшова поселили в Баден-Бадене, откуда ему удалось перебраться в Цюрих.

## Семья
- Брат — Исидор Захарович (Израиль Залкиндович) Эльяшев (1871—1924), еврейский литературный критик и литературовед, писавший на идише под псевдонимом «Бал-Махшойвес» (мыслитель), врач-невролог. Племянник — поэт Николай Эльяшев.
- Сестра — Хена (в замужестве Штейнберг, 1866—?). Племянники — народный комиссар юстиции РСФСР И. З. Штейнберг и философ А. З. Штейнберг.
- Сестра — Эсфирь (Эстер) Захаровна Эльяшева-Гурлянд (1878—1941), философ и литературный критик.

## Спортивные результаты
| Год         | Город           | Турнир                                                                     | + | −  | = | Результат | Место |
| ----------- | --------------- | -------------------------------------------------------------------------- | - | -- | - | --------- | ----- |
| 1898        | Давос           | Международный турнир                                                       | 4 | 0  | 1 | 4½ из 5   | 1     |
|             | Базель          | Чемпионат Швейцарии                                                        |   |    |   | из        | 7     |
| 1899        | Лозанна         | Чемпионат Швейцарии                                                        |   |    |   | из        | 3     |
| 1900        | Мюнхен          | 12-й конгресс Германского шахматного союза (неофициальный побочный турнир) |   |    |   |           | 1     |
| 1901        | Санкт-Галлен    | Чемпионат Швейцарии                                                        |   |    |   | 3 из 5    | 5     |
| 1902        | Мюнхен          | Международный турнир                                                       |   |    |   |           | 1—2   |
|             | Берлин          | Матч с К. Карльсом                                                         | 3 | 1  | 0 | 3 : 1     |       |
|             | Ганновер        | 13-й конгресс Германского шахматного союза (побочный турнир)               |   |    |   | 3½ из 7   | 3—6   |
| 1903        | Цюрих           | Чемпионат Швейцарии                                                        |   |    |   | из        | 2—5   |
|             | Мюнхен          | Турнир городского шахматного клуба                                         |   |    |   | из        |       |
| 1904        | Кобург          | 14-й конгресс Германского шахматного союза (побочный турнир)               |   |    |   | 8 из 10   | 2     |
|             | Мюнхен          | Турнир городского шахматного клуба                                         |   |    |   | 4 из 9    | 3     |
| 1906        | Базель          | Чемпионат Швейцарии (побочный турнир)                                      |   |    |   |           | 3—4   |
|             | Остенде         | Международный турнир (побочный турнир)                                     |   |    |   | 13 из 17  | 1     |
|             | Мюнхен          | Турнир городского шахматного клуба                                         |   |    |   | из        | 3—5   |
| 1907        | Остенде         | Международный турнир (турнир любителей)                                    |   |    |   | 9 из 19   | 13    |
| 1908        | Прага           | Международный турнир (побочный турнир)                                     |   |    |   | из        | 5—6   |
|             | Дюссельдорф     | 16-й конгресс Германского шахматного союза (побочный турнир)               |   |    |   | 10½ из 13 | 2     |
| 1909        | Санкт-Петербург | Всероссийский турнир любителей памяти М. И. Чигорина                       | 7 | 4  | 5 | 9½ из 16  | 4—6   |
| 1910        | Гамбург         | 17-й конгресс Германского шахматного союза (побочный турнир)               |   |    |   | 1½ из 5   | 5—6   |
| 1911        | Санкт-Петербург | Всероссийский турнир любителей                                             |   |    |   | 6½ из 21  | 20    |
| 1912        | Бреслау         | 18-й конгресс Германского шахматного союза (побочный турнир)               |   |    |   | 9 из 16   | 7—8   |
|             | Вильна          | Всероссийский турнир мастеров (побочный турнир)                            |   |    |   | 5½ из 19  | 17    |
| 1913 / 1914 | Санкт-Петербург | Всероссийский турнир мастеров                                              | 2 | 12 | 3 | 3½ из 17  | 17—18 |